# Sonic & Sega All-Stars Racing
Sonic & Sega All-Stars Racing es un juego de carreras disponible para Wii, Xbox 360, PlayStation 3, Nintendo DS y Microsoft Windows, y presenta personajes tanto del universo de Sonic como de otras franquicias de SEGA. Está publicado por Sega y desarrollado por U.K.-based Sumo Digital. Fue anunciado el 28 de mayo de 2009, se puso a la venta a nivel mundial el 10 de febrero de 2010 y actualizó el 1 de diciembre de 2013. Es el tercer videojuego arcade de conducción del estilo de Mario Kart o Crash Team Racing de Sonic y sus compañeros de Sega.
El juego se mostró en el E3 2009, San Diego Comic-Con. y en la Gamescom 2009 en Alemania, donde un nuevo tráiler se reveló después de tantos meses de silencio.
Se dispuso al público un demo jugable en la segunda convención fanática de Summer of Sonic.

## Personajes

### De la serie deSonic the Hedgehog
- Sonic[5]
- Tails[6]
- Knuckles[7]
- Doctor Eggman[8]
- Amy Rose[9]
- Shadow[10]
- Big the Cat[11]

### De otras propiedades de SEGA
- AiAi (de Super Monkey Ball)
- Akira Yuki y Jaky Bryant (de Virtua Fighter)
- Alex Kidd (antigua mascota de Sega)
- Amigo (de Samba de Amigo)
- B.D Joe (de Crazy Taxi)
- Beat (de Jet Set Radio)
- Billy Hatcher (de Billy Hatcher and the Giant Egg)
- ChuChus (de ChuChu Rocket!) (Solo Chuih en la versión de Nintendo DS)
- Opa-Opa (de Fantasy Zone)
- Robo y Mobo (de Bonanza Bros.) (Sin Robo en la versión de Nintendo DS)
- Ryo Hazuki (de Shenmue)
- Ulala (de Space Channel 5)
- Zobio y Zobiko (de The House of the Dead) (Solo Zobio en la versión de Nintendo DS)

### Personajes incluidos en otras ediciones
- Avatar (Solo en la versión de Xbox 360)
- Banjo y Kazooie (de Banjo-Kazooie) (únicamente incluidos en la versión de Xbox 360)
- Mii (Avatar de Wii) (Solo en la versión de Wii)
- Metal Sonic (como contenido descargable)

## Personajes planeados
ToeJam & Earl fueron pensados en un principio para que fueran un dúo conduciendo su nave espacial, pero SEGA no pudo llegar a un acuerdo con el cofundador de Johnson Voorsanger Productions Greg Johnson. Sin embargo, los fanes han llamado y enviado una gran cantidad masiva de correos electrónicos a Johnson para el regreso de sus personajes. Ha respondido en los foros oficiales de SEGA bajo el seudónimo de 'Big Earl' diciendo "Probaré de nuevo y veré si puedo hablar con SEGA de nuevo por teléfono."
Un artículo preliminar de Nintendo Power muestra en las listas de juegos a Ulala de Space Channel 5 como un personaje jugable. Más tarde fue confirmado por SEGA.
Se había insinuado durante una entrevista con Sumo Digital, en el Magazine Online de SEGA que Akira Yuki de la serie de Virtua Fighter podría ser un personaje desbloqueable.
Lycett también ha mencionado que habrá varias apariciones en papel de otros personajes de SEGA que no lo hicieron en la lista de jugables.
Así como Sonic apareció en Super Smash Bros Brawl, Mario iba a aparecer como un personaje exclusivo de la versión de Wii, pero SEGA decidió que Mario y Sonic solo deberían verse en Mario & Sonic en los Juegos Olímpicos.
Blaze the Cat fue planeado como un DLC si el juego se vendía bien, pero no se sabe nada acerca del tema ya que se dejaron de lanzar DLCs para el juego.

## Secuela
A Principios de 2012 Sega reveló que para finales de 2012 habría una secuela del juego llamada Sonic & All-Stars Racing Transformed.

## Contenido descargable
El 22 de septiembre de 2009, a SEGA accidentalmente se le escapó información secreta de un meeting con la corporación Sony Computer Entertainment America, en la cual se reveló que personajes que no fueran de propiedad intelectual de SEGA, habían sido considerados como una exclusividad de plataforma DLC para el juego, como por ejemplo Ratchet & Clank. Para añadir a la discusión sobre los personajes descargables únicos de PS3, las notas también mencionan tener personaje de la propiedad de Rareware y el universo de Fable, aparentemente para el juego en la versión de Xbox360.

## Circuitos de carreras
| Tracks             | Tracks              |
| ------------------ | ------------------- |
| Juego              | Nombre del circuito |
| Sonic the Hedgehog | Seaside Hill        |
| Sonic the Hedgehog | Casino Park         |
| Sonic the Hedgehog | Final Fortress      |
| Billy Hatcher      | Blizzard Castle     |
| Super Monkey Ball  | Unknown             |
| House of the Dead  | Curien Mansion      |
| Jet Set Radio      | Tokyo-to            |
| Samba De Amigo     | Carnaval Town       |

## Copas
| Copa          | Carrera 1            | Carrera 2          | Carrera 3            | Carrera 4            |
| ------------- | -------------------- | ------------------ | -------------------- | -------------------- |
| Copa Chao     | Laguna de la ballena | Valle de hielo     | Avenida de la ruleta | Circuito de sol      |
| Copa Graffiti | Centro de Shibuya    | Bosque animado     | Bucle de turbina     | Carrera en la jungla |
| Copa Huevo    | Muro de castillo     | Arsenal siniestro  | Los tejados          | Autopista pinball    |
| Copa Horror   | Sumidero de horror   | El palacio perdido | Ruta faraónica       | Colina Rokkaku       |
| Copa Samba    | Montaña rusa         | Autopista cero     | Ruta de vértigo      | Ruta oceánica        |
| Copa Simio    | El bingo             | Guarida de lava    | Objetivo simio       | Cubierta explosiva   |

## Curiosidades
- Los circuitos de Sonic están basados en Sonic Heroes.
- La antigua mascota de Sega “Alex kidd” reapareció con un look mucho más estilizado con respecto a su versión aparecida en el juego de tenis "Sega Superstars Tennis".
- Ristar aparece en un escenario, pero a diferencia de Alex Kidd, Ristar no llegó a ser un personaje jugable. Podemos ver a Ristar en el circuito del Hangar que viene con el DLC de Metal Sonic.
- Nights es el árbitro del juego (no confundir con el comentarista).
- Metal Sonic apareció en las versión de XBOX 360, PS3 y Windows 360 mediante un DLC de pago. Además en dicho DLC se incluía una pista nueva y cuatro trepidantes melodías.